# Nesque
La Nesque è un fiume dei Monti di Vaucluse (Provenza, Francia).

## Il percorso
Il fiume nasce a 715 m s.l.m., nei pressi del piccolo borgo di Aurel, sull'altopiano detto Plateau d'Albion, presso il Mont Ventoux. Dirige quindi a sud-ovest verso la città di Sault, attraversando la "Riserva della biosfera del Mont Ventoux" istituita nel 1990.

Dopo l'abitato di Monieux essa alimenta un lago-bacino, quindi procede nel fondo di una profonda gola da lei stessa scavata nel calcare (Gorges de la Nesque) e lunga ben 25 km. Uscita dall'incisione la Nesque tocca il comune di Méthamis e i paesi: Blauvac, Malemort-du-Comtat, Venasque, Saint-Didier e per ultima la cittadina di Pernes-les-Fontaines, gioiello del Contado Venassino, dove, percorsi 53 km dalla sorgente, si getta in uno dei rami della Sorgue (Sorgue de Velleron). La Sorgue è poi tributaria dell'Ouvèze che, nei pressi di Avignone, confluisce a sua volta nel Rodano.

## Gli affluenti

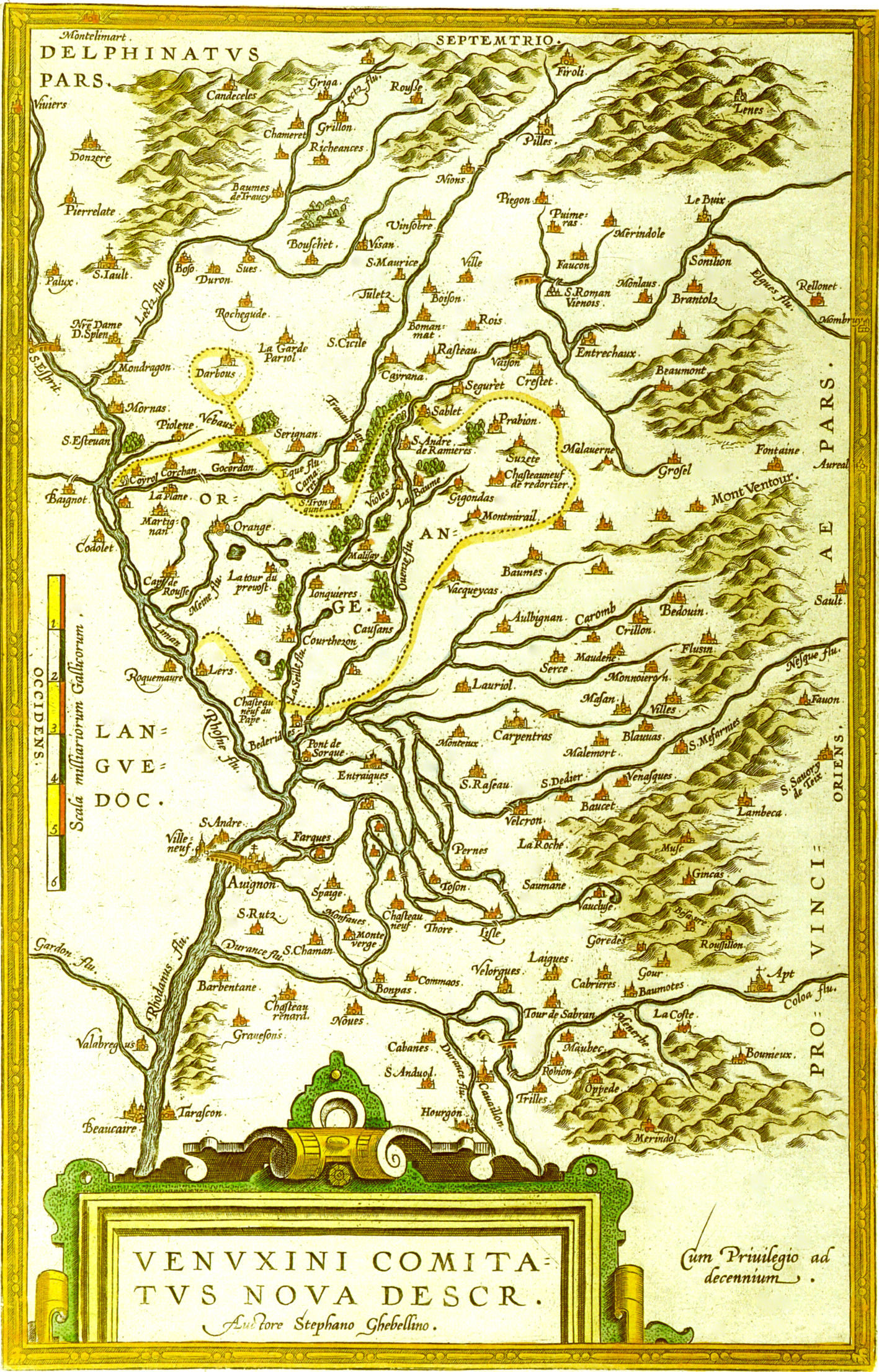
Idrografia del Contado Venassino
Cartografia di Stefano Ghebellino del 1580 circa.
Si distingue il percorso della Nesque sino alla Sorgue, l'Ouvèze e il Rodano.

I fiumi - (I collegamenti che affiancano i nomi dei corsi d'acqua rinviano al Sito di Sandre, acque di Francia)
- La Croc, (26,1 km) - Torrent la croc
- La Combe dembarde, (7,8 km) - Combe dembarde
- Le Rieu, (6,2 km) - Ruisseau le rieu
- La Riaille du premier pont, (5,7 km) - Riaille du premier pont

Corsi d'acqua minori e impluvi torrentizi
- Ruisseau de Buan - Ruisseau de buan
- Vallon de Peissonier - Vallon de peissonnier
- Vallat de Saume morte - Vallat de saume morte
- Combe de la Sône - Combe de la sône
- Grand Vallat - Grand vallat
- Vallat de Barbéris - Vallat des barbéris
- Ravin de Bouquet - Ravin de bouquet
- Vallat de Cartoux - Vallat de cartoux
- Vallat de Coulombey - Vallat de coulombey
- Ravin du Défend - Ravin du défend
- Riaille du Rouret - Riaille du rouret

## Il Consorzio di protezione
Il 31 gennaio 2001, con un'ordinanza prefettizia, è stato istituito un Consorzio di 11 Comuni, detto "Syndicat intercommunal d'aménagement de la Nesque" (Consorzio intercomunale per la pianificazione e la gestione della Nesque) con il fine di assicurare la protezione idrogeologica ed ecologica del fiume.

## Galleria d'immagini

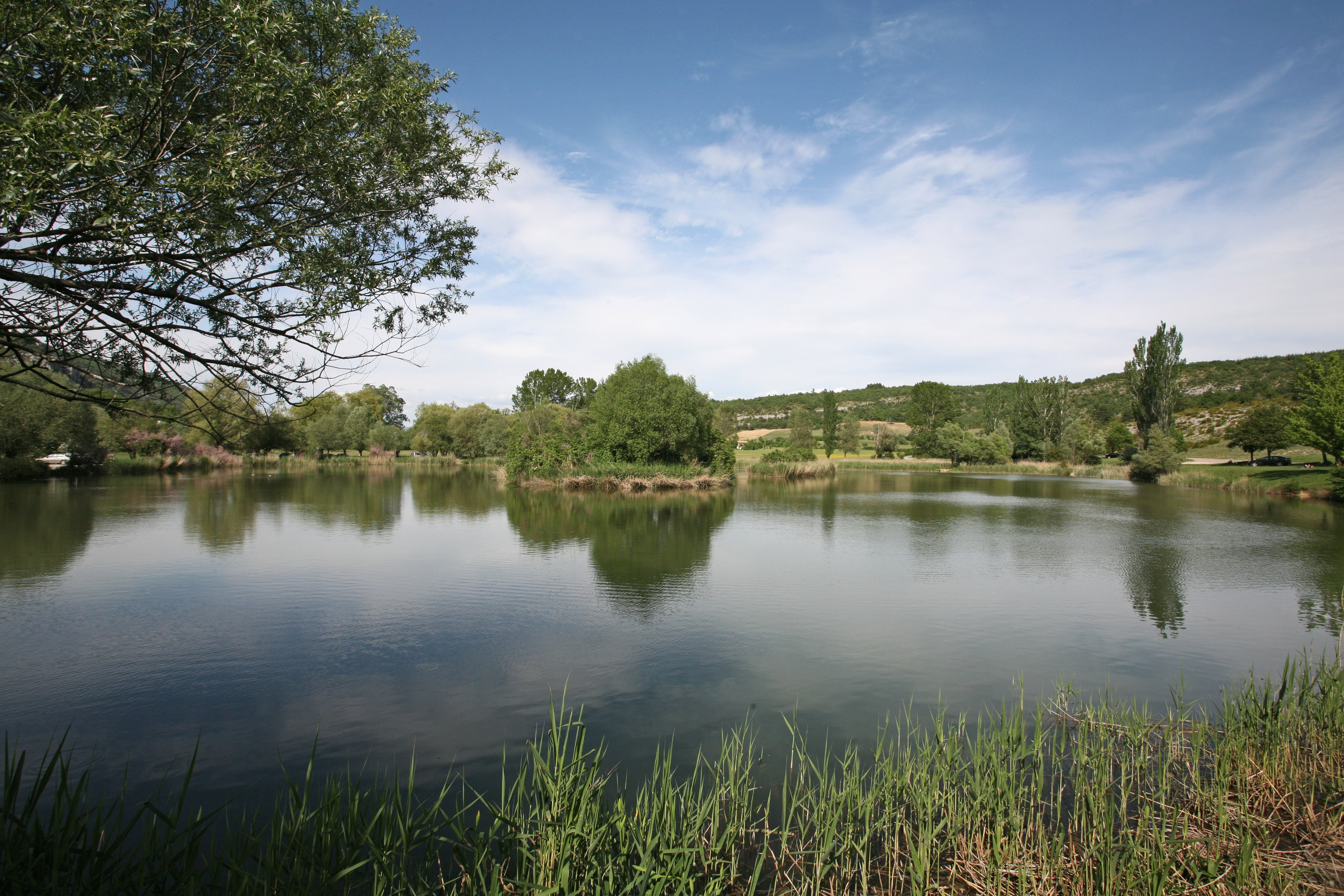
Il lago-bacino a Monieux
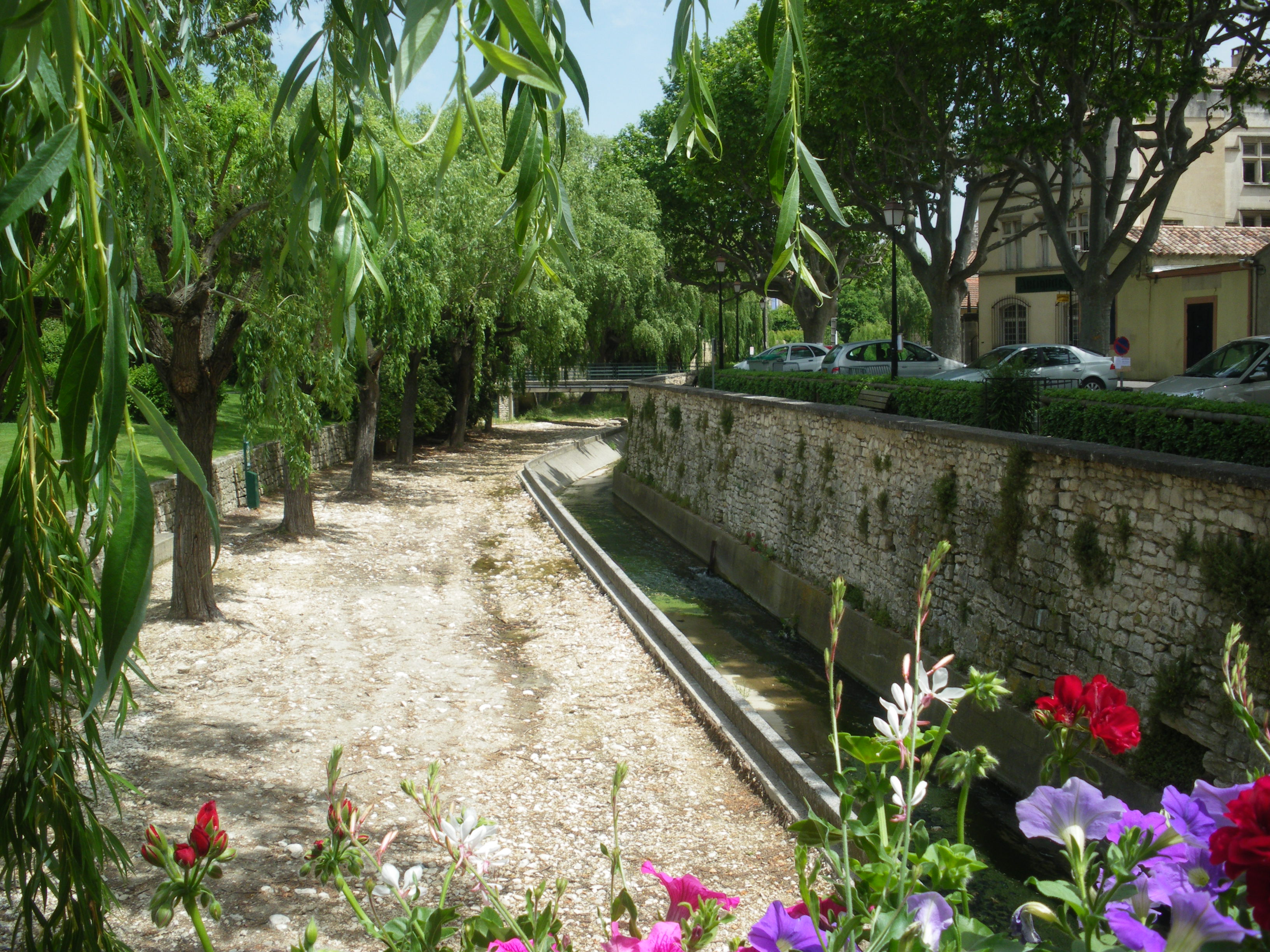
La Nesque a Pernes les Fontaines
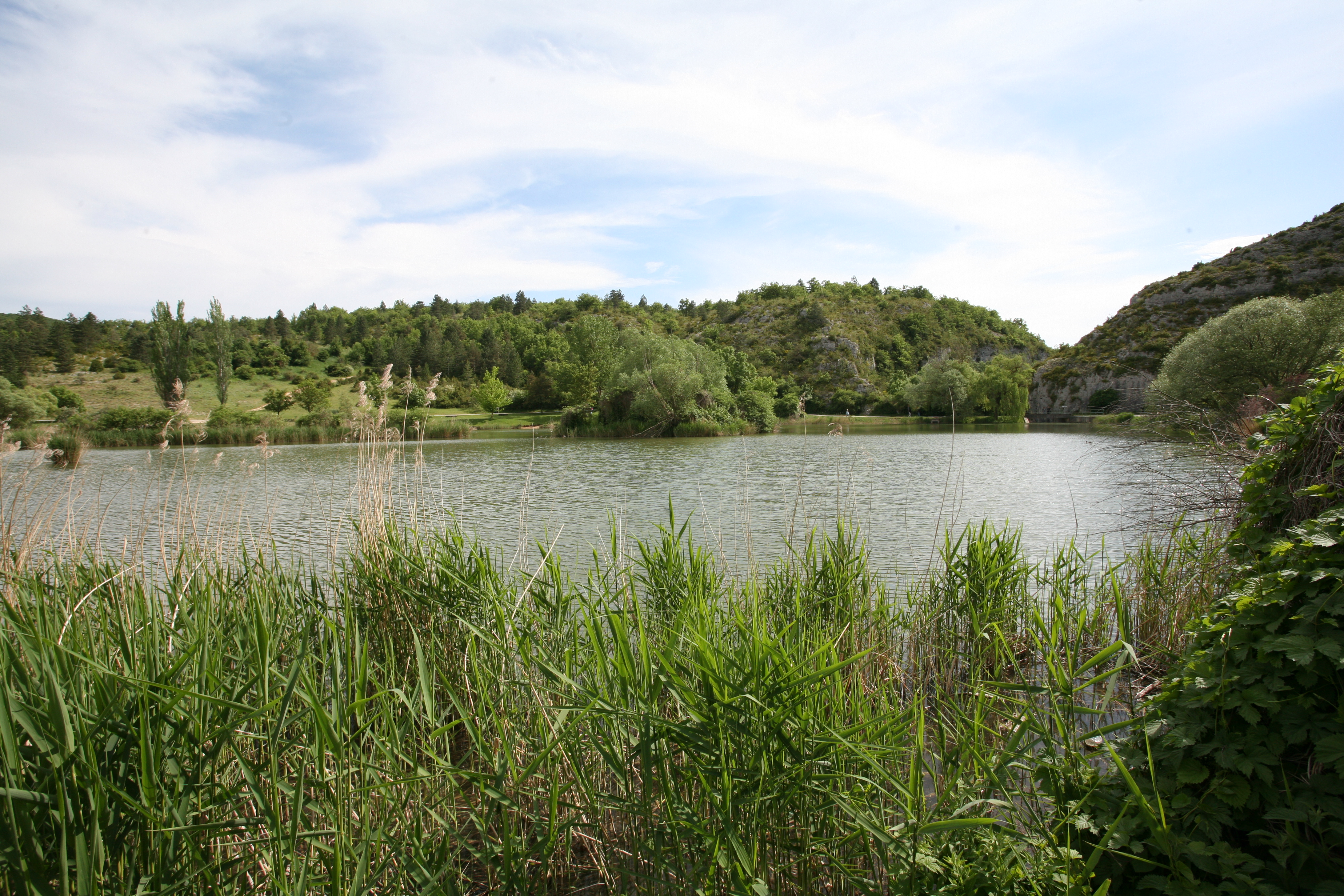
Altra vista del lago di Monieux
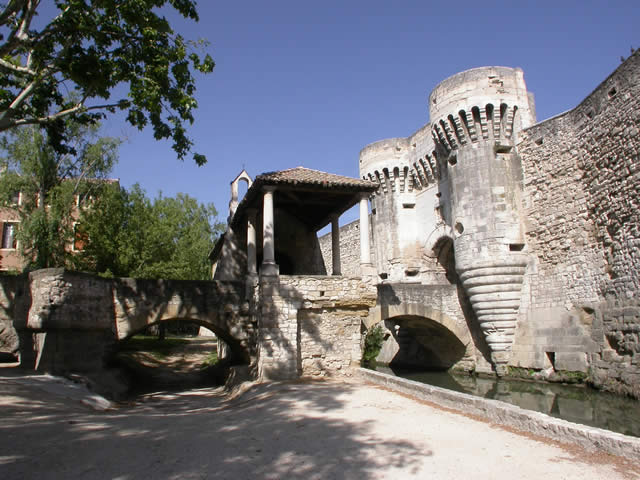
La Nesque a Pernes les Fontaines